# Hestia longifolia
För andra betydelser, se hestia (olika betydelser).
Hestia longifolia är en kallaväxtart som först beskrevs av Henry Nicholas Ridley, och fick sitt nu gällande namn av S.Y.Wong och Peter Charles Boyce. Hestia longifolia ingår som enda art i släktet Hestia och familjen kallaväxter. Inga underarter finns listade.